# Lobería
Pour l'arrondissement, voir Lobería (partido).
Lobería est une ville de la province de Buenos Aires, en Argentine. Elle est située dans la zone sud-est de la province, à proximité du littoral atlantique. Elle est le chef-lieu du partido de Lobería.
La ville se trouve à 452 km de Buenos Aires, sur la route provinciale 227.

## Population
La ville avait une population de 12 199 habitants en 2001, ce qui représentait un accroissement de 11,7 % par rapport aux 10 919 de 1991.

## Toponymie
Lobería vient de l'espagnol lobo qui signifie loup. Il s'agit d'une colonie de lobos marinos (loups de mer), terme utilisé localement pour désigner les otaries à crinière (ou Otaria flavescens).
Ce nom est dû à la lettre envoyée par Juan de Garay au roi d'Espagne Philippe II en 1582, dans laquelle il faisait état de grandes colonies de lobos marinos dans la région de l'actuel Cabo Corrientes (Cap Corrientes).